# Dyrbara Kronans orden
Dyrbara Kronans orden (宝冠章 Hōkan-shō?), är en japansk orden instiftad den 4 januari 1888 av kejsare Meiji av Japan. Ursprungligen hade orden fem grader men den 13 april 1896 lades den sjätte, sjunde och åttonde graden till.
Denna orden är konventionellt reserverad för kvinnliga mottagare; män har dock ibland tilldelats utmärkelsen. Män har oftare tilldelats Uppgående solens orden snarare än Dyrbara Kronans orden. År 1917 tilldelades 29 amerikaner som deltog i det rysk-japanska kriget medaljer av Dyrbara Kronans orden. Denna ovanliga lista över mottagare bestod av tio kvinnliga frivilliga sjuksköterskor och nitton amerikanska tidningskorrespondenter.
Ordens första grad har vanligtvis tilldelats kvinnliga kungligheter. Den bestod ursprungligen av åtta grader. Till skillnad från sina europeiska motsvarigheter kan den utges postumt.
Ordenstecknet är en oval guldmedaljong med blommönster vid sina fyra kanter; i mitten är en gammal japansk krona på en blå bakgrund, omgiven av en röd ring. Den är upphängd från ett mindre ordenstecken, dess design varierar efter grad på ett gult släpspänne med röda ränder nära kanterna, som ett ordensband på höger axel för 1:a graden, som en rosett på vänster axel för de andra graderna.
Kraschan, som endast bärs av den första graden, har fem armar översållade med pärlor, med blommönster mellan armarna. Den centrala skivan har en Ho-o eller fenix på blå botten, omgiven av en röd ring.
Medaljen för 6:e och 7:e graderna är av gyllene brons. Ansiktet utgörs av korsade japanska flaggor och kejsarens flagga, som båda krönts med den uppgående solen. Framsidan visar en konventionell monumental axel, som flankeras av en lagerträdsgren och en palmgren.

## Släpspännen
| Släpspännen        | Släpspännen        | Släpspännen        | Släpspännen        |
| ------------------ | ------------------ | ------------------ | ------------------ |
| Riddare 1:e graden | Riddare 2:a graden | Riddare 3:e graden | Riddare 4:e graden |
| Riddare 5:e graden | Riddare 6:e graden | Riddare 7:e graden | Riddare 8:e graden |